# Клерамбо де Паллюо, Филипп де
Маркиз Филипп де Клерамбо (фр. Philippe de Clérambault; ум. 13 августа 1704, Блиндхайм), граф де Паллюо — французский генерал.

## Биография
Второй сын маршала Франции Филиппа де Клерамбо, графа де Паллюо, и Луизы-Франсуазы Бутийе, брат члена Академии аббата Жюля де Клерамбо.
Лейтенант пехотного полка Дофина (1672), в ходе Голландской войны находился при всех осадах, в которых Людовик XIV лично принимал участие. Был при осаде Маастрихта (1673), в конце кампании стал командиром роты.
Участвовал в завоевании Франш-Конте (1674), осадах и взятии Динана и Лимбурга (1675), Конде и Бушена (1676), Валансьена, Камбре и его цитадели (1677), Гента и Ипра (1678).
19 апреля 1679 получил пехотный полк своего имени. Бригадир (10.03.1690), служил в Пьемонтской армии маршала Катина, участвовал во взятии Кавура, сражался в битве при Стаффарде, был при осаде Сузской цитадели, осадах Вильфранша, Монтальбана, Вейяно, Карманьолы, замка Монмельян (1691). В следующем году армия держалась в обороне, в 1693-м Клерамбо сражался в битве при Марсалье. Доставил королю известие о победе и 18 октября был произведен в кампмаршалы. В этом качестве в 1694—1696 годах служил в Итальянской армии, был при осаде Валенцы, закончившейся подписанием перемирия с имперцами.
В апреле 1697 сложил командование полком. Участвовал в осаде Ата маршалом Катина.
С началом войны за Испанское наследство 18 июля 1701 был направлен в Германскую армию герцога Бургундского, 8 мая 1702 в ту же армию под командованием Катина. Генерал-лейтенант армий короля (23.12.1702).
В 1703 году служил в Германской армии герцога Бургундского, участвовал в осаде Брайзаха, первым поднялся на контргард при штурме Ландау, с большим мужеством сражался при Шпайере. В 1704 году служил в Рейнской армии маршала Таллара, погиб во Втором Гохштедтском сражении.
По словам герцога де Сен-Симона, был поставлен с 26 батальонами в Блиндхайме. Когда положение осложнилось, проявил трусость и пытался спастись бегством с поля боя: «опасаясь быть убитым, бросился в Дунай. Он надеялся вместе со своим лакеем переплыть на лошадях на другой берег, чтобы затем, по всей вероятности, стать отшельником; лакей переплыл, а он — нет».
Был холост.